# 益田就賢
益田 就賢（ますだ なりかた、寛文12年5月15日（1672年6月10日） - 享保17年12月4日（1733年1月19日））は、益田家第26代当主。長州藩永代家老・須佐領主益田家7代。
父は益田就武。母は毛利元任の娘。養父は益田就恒。正室は益田就恒の養女（益田兼祥の娘）、継室は吉川広紀の養女（福原広俊の娘）、継々室は松原信之の娘。子は益田元道、福原元貞。娘は毛利広包室、根来勢盛室→益田広明室、毛利元雅室、国司通忠室。養子は兼慶。幼名は百合亀。初名は兼則。通称は小四郎、右衛門、越中、玄蕃。

## 生涯
寛文12年（1672年）、分家益田就武の次男として生まれる。父就武は益田広兼の弟就之の子で元祥の孫。元禄2年（1689年）、本家益田就恒の養子となる。元禄6年（1693年）、養父就恒の死去により家督を相続する。元禄15年（1702年）、加判役（家老）となり藩主毛利吉広、吉元に仕えた。宝永2年（1705年）、瑞林寺を創建する。宝永7年（1710年）、病により隠居して家督を嫡男の元道に譲る。享保17年（1732年）没、享年61。